# Batalha de Westerplatte
A Batalha de Westerplatte foi a batalha da invasão alemã da Polônia de 1939, travada entre 1 e 7 de setembro, entre as forças polacas e alemãs. 

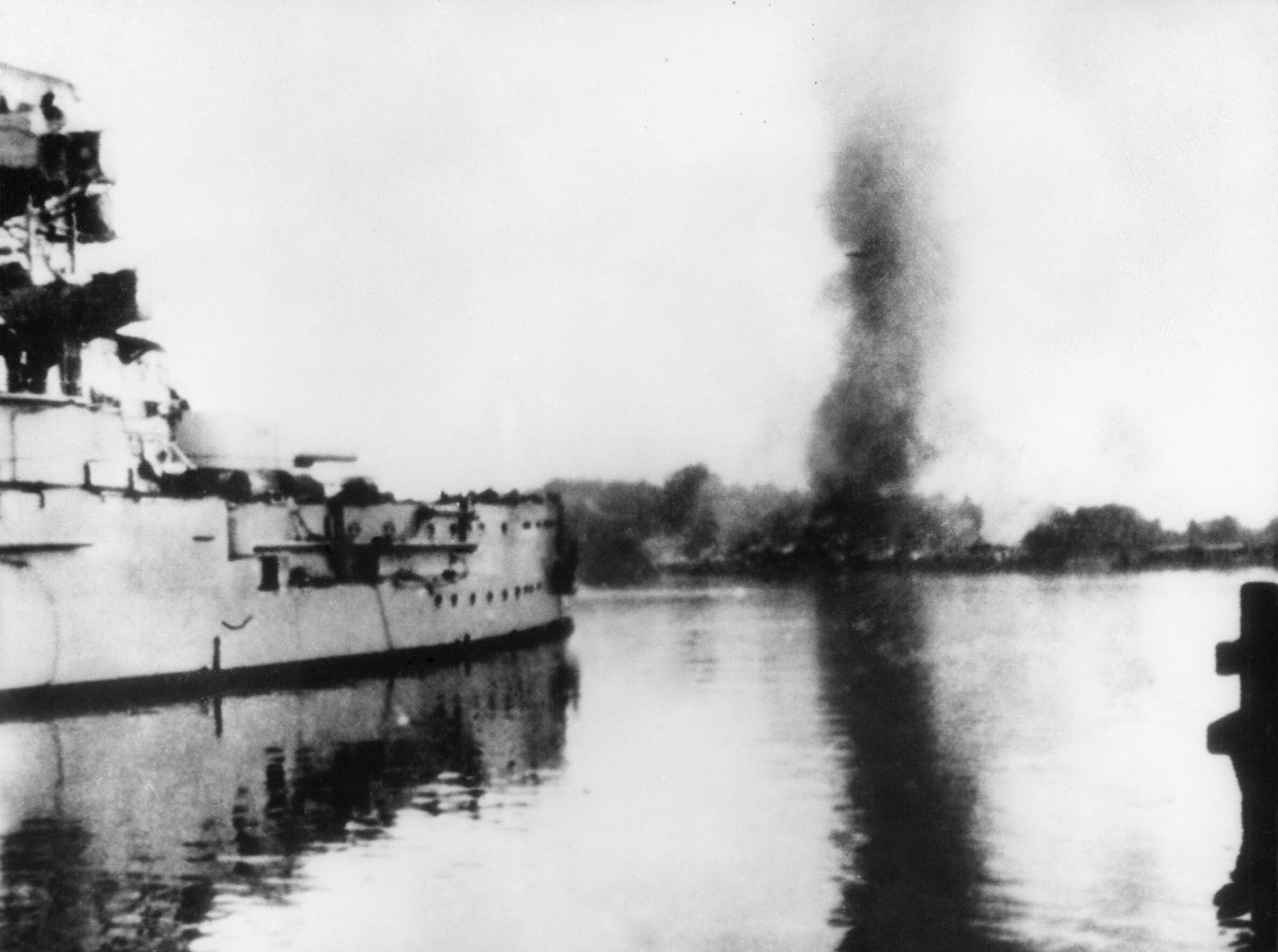
O SMS Schleswig-Holstein da Kriegsmarine, bombardeando Westerplatte

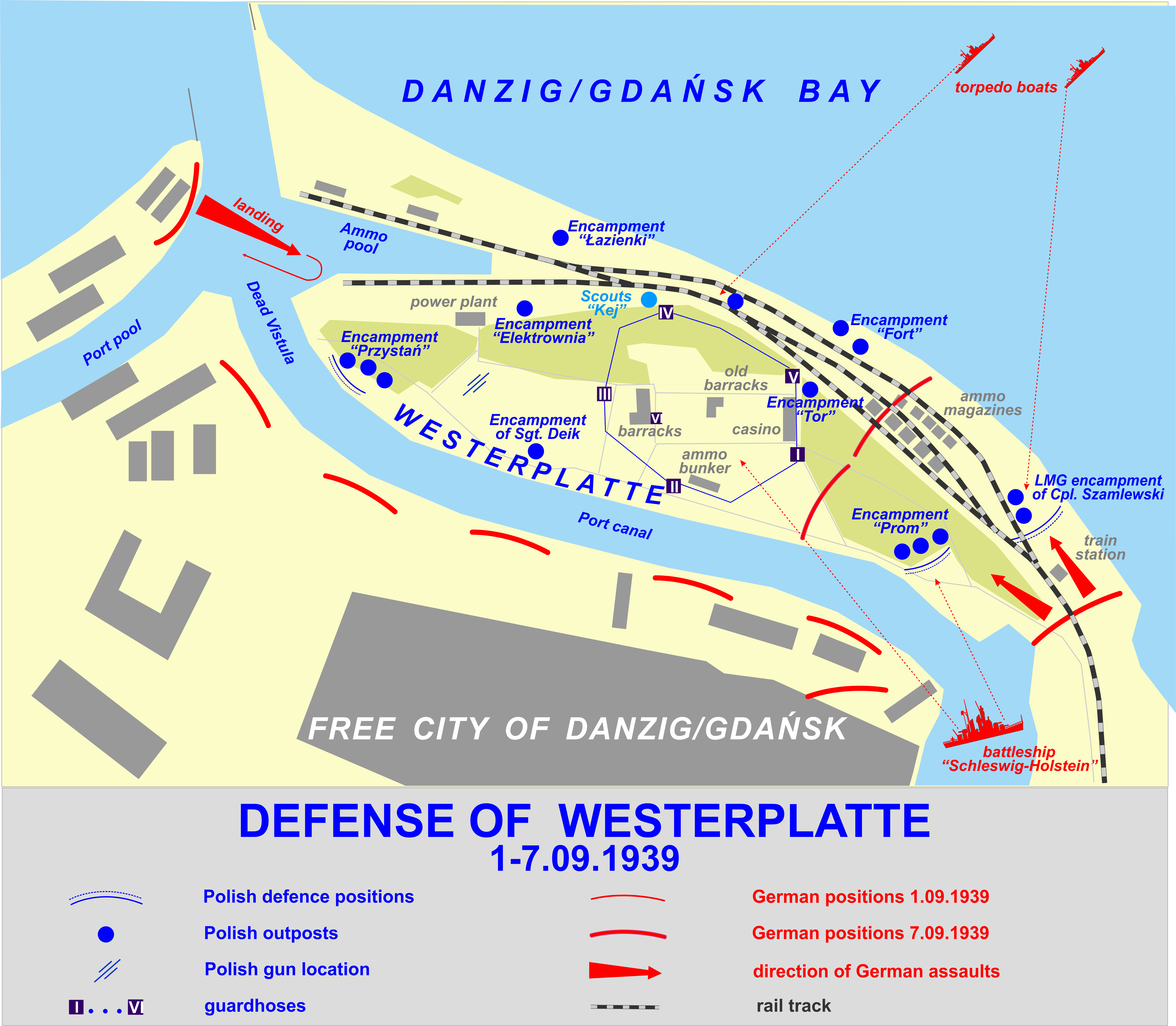
Mapa do ataque alemão e contra-ataque polonês em Westerplatte